# Shemurat H̱orbat Pura
Shemurat H̱orbat Pura (hebreiska: שמורת חרבת פורה, שמורת חירבת פורה) är ett naturreservat i Israel.   Det ligger i distriktet Södra distriktet, i den centrala delen av landet.